# Adam Majewski (optoelektronik)
Adam Majewski (ur. 6 sierpnia 1940 w Korbielowie, zm. 22 kwietnia 2002 w Warszawie) – polski optoelektronik, specjalista w zakresie techniki światłowodowej na Wydziale Elektroniki i Technik Informacyjnych Politechniki Warszawskiej.

## Życiorys
Ukończył liceum ogólnokształcące w Żywcu, a następnie studiował na Wydziale Łączności Politechniki Wrocławskiej. W 1964 uzyskał tytuł magistra inżyniera elektronika i wyjechał do Warszawy, gdzie pracował jako konstruktor w Dziale Głównego Konstruktora Lamp Mikrofalowych w Zakładach Elektronowych Lamina. Otrzymał stypendium UNIDO i przebywał na sześciomiesięcznym stażu na University of Sheffield, za prace nad lampami mikrofalowymi w 1968 i 1970 otrzymał nagrodę Komitetu Nauki i Techniki. W 1973 obronił pracę doktorską na Wydziale Elektroniki Wojskowej Akademii Technicznej i rozpoczął pracę jako kierownik pracowni elektronicznej w Zakładzie Silników Lotniczych Instytut Techniki Cieplnej Politechniki Warszawskiej. W uznaniu pracy dydaktyczno-wychowawczej został uhonorowany zbiorową Nagrodą III stopnia przez Ministra Nauki, Szkolnictwa Wyższego i Techniki. Od 1976 był adiunktem w Instytucie Podstaw Elektroniki, od 1987 jako docent. W 1981 otrzymał stypendium Fundacji Alexandra von Humboldta i przez dwa lata prowadził badania nad światłowodami o małej dyspersji w Technische Universität Braunschweig Institut für Hochfrequenztechnik. W 1985 habilitował się na Wydziale Elektroniki Politechniki Warszawskiej, za prace badawcze w zakresie techniki światłowodowej otrzymał Nagrodę IV Wydziału Polskiej Akademii Nauk. W 1988 w ramach stypendium DAAD prowadził badania nad światłowodami nieliniowymi. W 1991 był zapraszany przez Technische Universität Braunschweig Institut für Hochfrequenztechnik do kontynuowania prac. W 1995 jako stypendysta UNIDO uczestniczył w badaniach nad światłowodami anizotropowymi w University College London, w tym samym roku został profesorem zwyczajnym.
Pochowany na nowym cmentarzu na Służewie przy ul. Wałbrzyskiej.

## Dorobek naukowy
Adam Majewski od 1976 prowadził badania nad problematyką światłowodową, opracował skrypty i artykuły publikowane czasopismach specjalistycznych. Wypromował sześciu doktorantów i dwunastu magistrów, z których czterech zostało później doktorami. Powadził wykłady jako profesor wizytujący na Politechnice w Bratysławie, w Rydze, w Osaka Electro-Communication University oraz w Beijing Institute of Posts and Telecommunications. Opublikował 143 prace, w tym 57 artykułów, 78 referatów, 6 skryptów i preskryptów, książkę i podręcznik. Poza pracą na Politechnice Warszawskiej przez dwa lata był profesorem nadzwyczajnym na Politechnice Świętokrzyskiej, a przez rok kierował Katedrą Elektroniki i Telekomunikacji.